# Tibete (1912–1951)
Tibete (em tibetano: བོད་; Wylie: Bod) foi um estado independente de facto no Leste Asiático que durou desde o colapso da Dinastia Qing liderada pelos Manchus em 1912 até a sua anexação pela República Popular da China em 1951.
O regime tibetano de Ganden Phodrang foi um protetorado  da Dinastia Qing até 1912.   Quando o governo provisório da República da China foi formado, recebeu um decreto imperial que lhe dava o controle de todos os territórios da dinastia Qing.    No entanto, não foi capaz de afirmar qualquer autoridade no Tibete. O Dalai-lama declarou que a relação do Tibete com a China terminou com a queda da Dinastia Qing e proclamou a independência. O Tibete e a Mongólia Exterior também assinaram um tratado que proclama o reconhecimento mútuo de sua independência da China.  A sua independência não foi formalmente reconhecida por outros países.  
Após a morte do 13º Dalai Lama em 1933, uma missão de condolências enviada a Lhasa pelo governo nacionalista governado pelo Kuomintang para iniciar negociações sobre o estatuto do Tibete foi autorizada a abrir um escritório e lá permanecer, embora nenhum acordo tenha sido alcançado. 
A era terminou depois que o governo nacionalista da República da China perdeu a guerra civil contra o Partido Comunista Chinês e o Tibete foi anexado à recém-formada República Popular da China.

## História

### Queda da Dinastia Qing (1911)

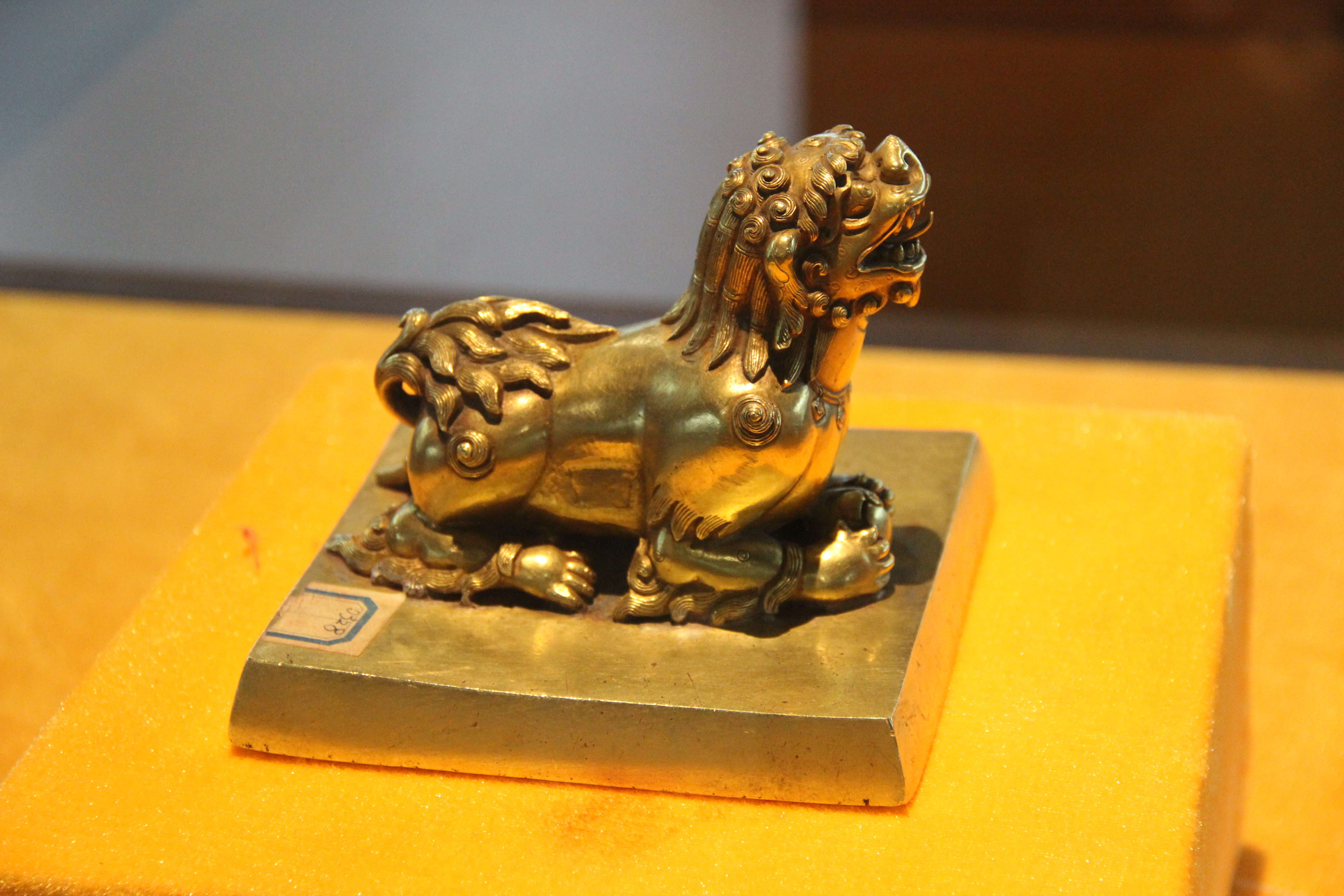
Selo de Ouro apresentado pelo povo tibetano ao 13º Dalai Lama em 1909. Seu uso simbolizava que a China não tinha mais domínio nominal sobre o Tibete 

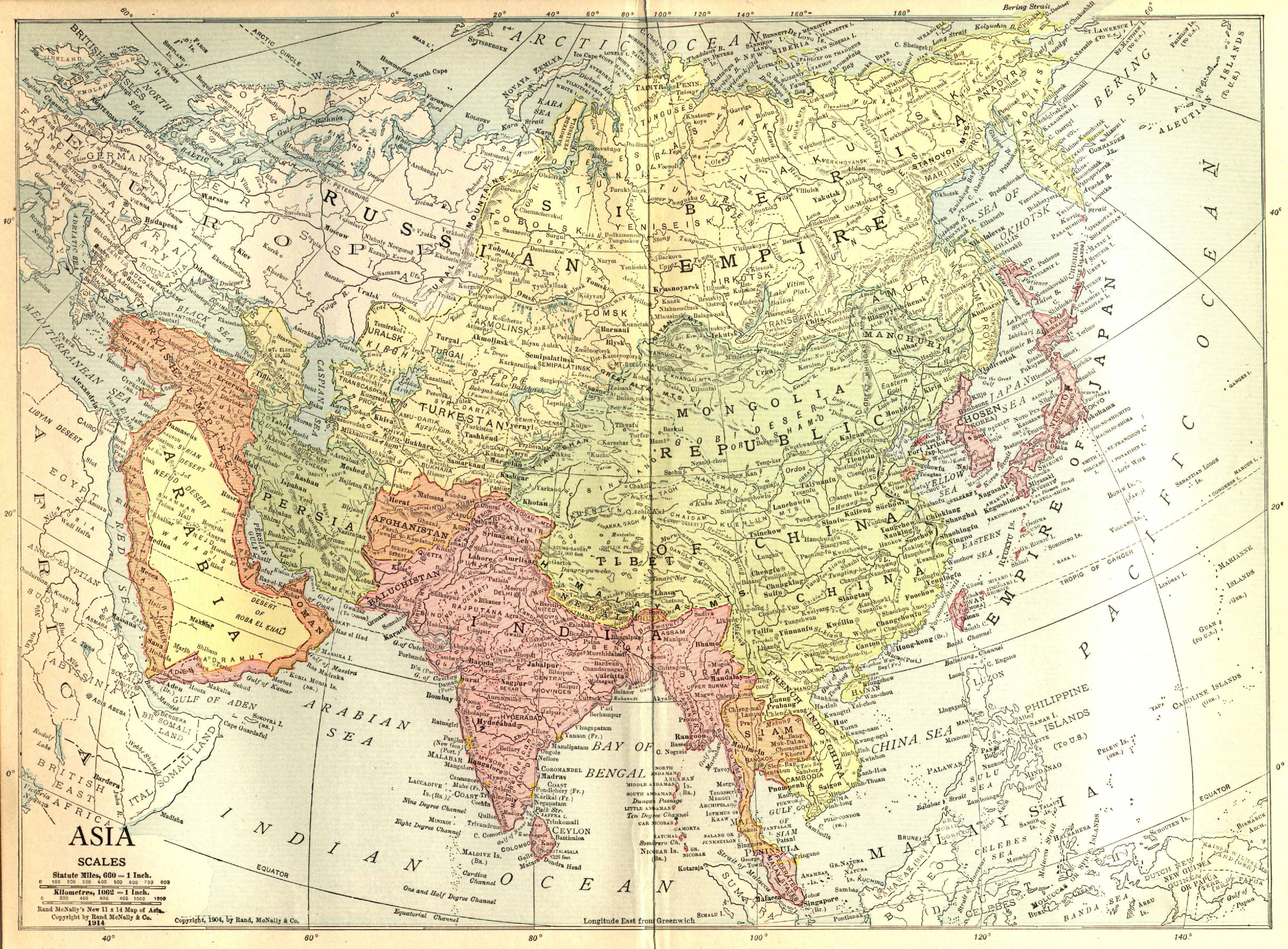
Um mapa do Leste Asiático em 1914 publicado por Rand McNally, mostrando o Tibete como uma região autônoma da República da China 
O Tibete ficou sob o domínio da Dinastia Qing da China em 1720, depois que os Qing expulsaram as forças do Canato da Zungária. Mas no final do século XIX, a autoridade chinesa no Tibete não era mais do que simbólica.  Após a Revolução Xinhai em 1911–1912, a milícia tibetana lançou um ataque surpresa à guarnição Qing estacionada no Tibete após a turbulência Xinhai em Lhasa. Após a queda da dinastia Qing em 1912, os oficiais Qing em Lhasa foram forçados a assinar o "Acordo de Três Pontos" para a rendição e expulsão das forças Qing no Tibete central. No início de 1912, o Governo da República da China substituiu a dinastia Qing à medida que o governo da China e a nova república afirmavam a sua soberania sobre todos os territórios da dinastia anterior, que incluíam 22 províncias chinesas, o Tibete e a Mongólia Exterior.  Esta reivindicação foi prevista no Édito Imperial de Abdicação do Imperador Qing, assinado pela Imperatriz Viúva Longyu em nome do Imperador Xuantong, de seis anos: "... a contínua integridade territorial das terras das cinco raças, Manchu, Han, Mongol, Hui e Tibetana, em uma grande República da China" (...仍合滿、漢、蒙、回、藏五族完全領土，為一大中華民國).    A Constituição Provisória da República da China, adoptada em 1912, estabeleceu especificamente as regiões fronteiriças da nova república, incluindo o Tibete, como partes integrantes do Estado. 
Após o estabelecimento da nova República, o Presidente provisório da China, Yuan Shikai, enviou um telegrama ao 13º Dalai Lama, restaurando os seus títulos anteriores. O Dalai Lama rejeitou estes títulos, respondendo que "pretendia exercer o governo temporal e eclesiástico no Tibete".  Em 1913, o Dalai Lama, que fugiu para a Índia quando Qing enviou uma expedição militar para estabelecer o domínio chinês direto sobre o Tibete em 1910,  retornou a Lhasa e emitiu uma proclamação que afirmava que a relação entre os chineses o imperador e o Tibete "tinham sido patronos e sacerdotes e não se baseavam na subordinação de um ao outro". “Somos uma nação pequena, religiosa e independente”, afirmava a proclamação.  
Em janeiro de 1913, Agvan Dorzhiev e três outros representantes tibetanos  assinaram um tratado entre o Tibete e a Mongólia em Urga, proclamando o reconhecimento mútuo e a sua independência da China. O diplomata britânico Charles Bell escreveu que o 13º Dalai Lama lhe disse que não havia autorizado Agvan Dorzhiev a concluir quaisquer tratados em nome do Tibete.   Como o texto não foi publicado, alguns inicialmente duvidaram da existência do tratado,  mas o texto mongol foi publicado pela Academia de Ciências da Mongólia em 1982.  

### Convenção de Simla (1914)
Em 1913–1914, foi realizada uma conferência em Simla entre o Reino Unido, o Tibete e a República da China. Os britânicos sugeriram dividir as áreas habitadas pelos tibetanos num Tibete Exterior e num Tibete Interior (no modelo de um acordo anterior entre a China e a Rússia sobre a Mongólia). O Tibete exterior, aproximadamente a mesma área que a moderna Região Autônoma do Tibete, seria autônomo sob a suserania chinesa. Nesta área, a China abster-se-ia de “interferir na administração”. No Tibete Interior, composto por Kham e Amdo orientais, a China teria direitos de administração e Lhasa manteria o controle das instituições religiosas. 
Quando as negociações fracassaram sobre a fronteira específica entre o Tibete Interior e o Tibete Exterior, a fronteira do Tibete definida na convenção também incluía o que veio a ser conhecido como Linha McMahon, que delineava a fronteira Tibete-Índia, na região de Assam, Himalaia. A fronteira incluía na Índia o Distrito de Tawang, que estava sob administração indireta do Tibete através do controle do mosteiro de Tawang.   
A Convenção de Simla foi rubricada pelas três delegações, mas foi imediatamente rejeitada por Pequim devido à insatisfação com a fronteira entre o Tibete Exterior e o Tibete Interior. McMahon e os tibetanos assinaram então o documento como um acordo bilateral com uma nota negando à China qualquer um dos direitos previstos na convenção até que ela a assinasse. O governo britânico inicialmente rejeitou o acordo bilateral de McMahon como sendo incompatível com a Convenção Anglo-Russa de 1907.  
O Tratado Anglo-Russo de 1907, que anteriormente fez com que os britânicos questionassem a validade de Simla, foi renunciado pelos russos em 1917 e pelos russos e britânicos em conjunto em 1921.  O Tibete, no entanto, alterou a sua posição na Linha McMahon na década de 1940. No final de 1947, o governo tibetano escreveu uma nota apresentada ao recém-independente Ministério das Relações Exteriores da Índia, reivindicando os distritos tibetanos ao sul da Linha McMahon.  Segundo Alastair Lamb, ao recusar-se a assinar os documentos de Simla, o Governo Chinês escapou de dar qualquer reconhecimento à Linha McMahon. 

### Após a morte do 13º Dalai Lama em 1933

Mapa do Tibete do Levantamento da Índia de 1936, mostrando o Tibete como um país independente.

Desde a expulsão dos Amban do Tibete em 1912, a comunicação entre o Tibete e a China ocorreu apenas com os britânicos como mediadores.  As comunicações diretas foram retomadas após a morte do 13º Dalai Lama em dezembro de 1933,  quando a China enviou uma "missão de condolências" a Lhasa liderada pelo General Huang Musong. 
Pouco depois da morte do 13.º Dalai Lama, segundo alguns relatos, o Kashag reafirmou a sua posição de 1914 de que o Tibete permanecia nominalmente parte da China, desde que o Tibete pudesse gerir os seus próprios assuntos políticos.   No seu ensaio Hidden Tibet: History of Independence and Occupation publicado pela Biblioteca de Obras e Arquivos Tibetanos em Dharamsala, SL Kuzmin citou várias fontes que indicam que o governo tibetano não declarou o Tibete como parte da China, apesar de uma insinuação da soberania chinesa feita por o governo do Kuomintang.  Desde 1912, o Tibete era de facto independente do controlo chinês, mas noutras ocasiões manifestou vontade de aceitar o estatuto de subordinação nominal como parte da China, desde que os sistemas internos tibetanos permanecessem intocados e desde que a China renunciasse ao controlo sobre uma série de países. importantes áreas étnicas tibetanas em Kham e Amdo.  Em apoio às alegações de que o domínio da China sobre o Tibete não foi interrompido, a China argumenta que documentos oficiais mostraram que a Assembleia Nacional da China e ambas as câmaras do parlamento tinham membros tibetanos, cujos nomes tinham sido preservados desde o início. 
A China foi então autorizada a estabelecer um escritório em Lhasa, administrado pela Comissão de Assuntos Mongóis e Tibetanos e chefiado por Wu Zhongxin, o diretor de Assuntos Tibetanos da comissão,  que fontes chinesas afirmam ser um órgão administrativo  - mas os tibetanos afirmam que rejeitaram a proposta da China de que o Tibete deveria fazer parte da China e, por sua vez, exigiram a devolução dos territórios a leste do Drichu (Rio Yangtzé).  Em resposta ao estabelecimento de um escritório chinês em Lhasa, os britânicos obtiveram permissão semelhante e estabeleceram ali o seu próprio escritório. 
A Rebelião Khamba de 1934 liderada por Pandastang Togbye e Pandatsang Rapga eclodiu contra o governo tibetano durante este período, com a família Pandatsang liderando os membros da tribo Khamba contra o exército tibetano.

### 1930 a 1949

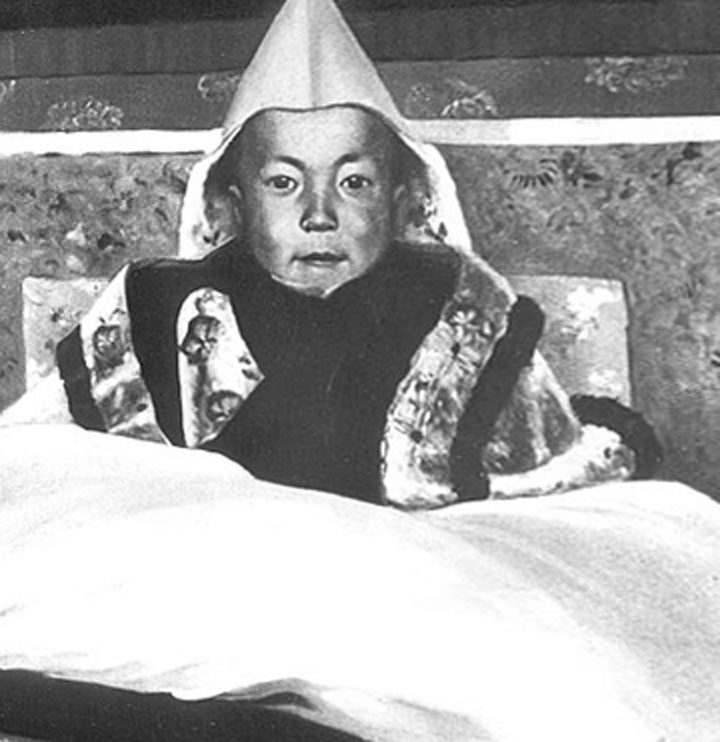
O 14º Dalai Lama quando criança

Em 1935, Lhamo Dhondup nasceu em Amdo, no leste do Tibete, e foi reconhecido por todos os envolvidos como a encarnação do 13º Dalai Lama. Semelhante ao seu antecessor Thubten Gyatso, que foi aprovado pelo Governo Central da China em 1877 para ser isento do processo de sorteio usando a Urna Dourada para se tornar o 13º Dalai Lama  Em 26 de janeiro de 1940, o Regente Reting Rinpoche solicitou ao Central O governo da China isentou Lhamo Dhondup do processo de sorteio usando a Urna Dourada para se tornar o 14º Dalai Lama, e o governo chinês aprovou.  Depois que um resgate de 400.000 dragões de prata foi pago por Lhasa ao senhor da guerra muçulmano Hui Ma Bufang, que governava Qinghai (Chinghai) a partir de Xining, Ma Bufang o liberou para viajar para Lhasa em 1939. Ele foi então entronizado pelo governo Ganden Phodrang no Palácio de Potala no Ano Novo Tibetano.  

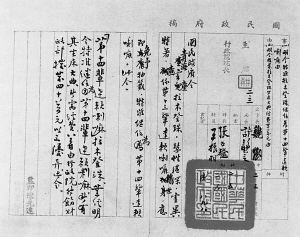
O certificado de aprovação da adesão do 14º Dalai Lama emitido pelo Governo da República da China em 1 de janeiro de 1940

O Governo do Kuomintang “ratificou” o actual 14.º Dalai Lama, e o representante do Kuomintang, General Wu Zhongxin, presidiu à cerimónia; tanto a ordem de ratificação de fevereiro de 1940 quanto o documentário da cerimônia ainda existem intactos.  Wu Zhongxin (juntamente com outros representantes estrangeiros) esteve presente na cerimónia.  Reportagens de jornais contemporâneos, provenientes diretamente de Lhasa, também testemunham estas cerimónias. Por exemplo, a Associated Press em 22 de fevereiro de 1940 escreve:
Lhasa, Tibete (quinta-feira) - (Por rádio para Hong Kong) - [..] O governo chinês trabalhou durante meses para colocar a sucessão de Ling-ergh La-mu-tan-chu além da fortuna da urna dourada da qual o 14º Dalai Lama normalmente seria escolhido. No entanto, hoje, com verdadeira urbanidade oriental, o Regente do Tibete solicitou ao governo Chungking que autorizasse o abandono do tradicional sorteio. Dito isto, ele telegrafou agradecimentos calorosos a Chiang Kai-shek e outros líderes governamentais chineses.
Com relação à cerimônia, de acordo com relatórios da Associated Press datados de 23 de fevereiro de 1940:
A notícia direta de Lhasa só chegou hoje, contando sobre os longos ritos em que as autoridades chinesas participaram. Os chineses souberam com satisfação que o general Wu Chung Hsin, presidente da comissão de assuntos mongóis e tibetanos em Chungking e chefe da delegação chinesa na entronização, sentou-se à esquerda do Dalai Lama - recebendo assim um estatuto igual ao do novo governante. Lhasa desfrutou de férias completas. A população foi presenteada com danças do diabo, shows de cavalos, competições de luta livre e queima de fogos de artifício.
Da mesma forma, de acordo com relatórios da United Press datados de 22 de fevereiro de 1940:
Lhasa, Tibete. 22 de fevereiro - O décimo quarto Dalai Lama, que compartilhará a liderança espiritual e temporal do Tibete, foi entronizado hoje em uma cerimônia pomposa e elaborada. A entronização ocorreu no principal mosteiro de Lhasa, "Potala". O menino de seis anos, escolhido após longa busca pelo elevado cargo, recebeu felicitações de uma delegação chinesa de 1.000 pessoas. O afastamento do procedimento normal foi marcado pela exibição de um enorme retrato do Dr. Sun Yat-sen e uma bandeira do Kuomintang no salão principal dourado do mosteiro.
Relatórios do Billings Gazette Sun datados de 18 de fevereiro de 1940:
Os círculos tibetanos daqui revelaram que o retrato do Dr. Sun Yat-sen, “pai da república chinesa”, terá lugar de honra no salão cerimonial principal, rodeado de imagens budistas. [..] Tudo isso, apontaram fontes tibetanas, marca "a amizade cordial e os laços políticos entre o Tibete e o governo central". [..] Existem outras duas crianças que teoricamente têm chances iguais de serem escolhidas. [..] No entanto, as autoridades tibetanas e chinesas favorecem o menino Kokonor.
A Grã-Bretanha, que na altura tinha interesse no Tibete e desejava minar a soberania chinesa sobre ele, tinha um representante, Sir Basil Gould, que afirma ter estado presente na cerimónia, e opõe-se às diversas fontes internacionais acima mencionadas de que a China presidiu. Ele afirma que:
A imprensa chinesa publicou a notícia de que o Sr. Wu escoltou o Dalai Lama até ao seu trono e anunciou a sua posse, que o Dalai Lama retribuiu os seus agradecimentos e prostrou-se em sinal da sua gratidão. Cada uma destas afirmações chinesas era falsa. O senhor Wu era apenas um espectador passivo. Ele apenas apresentou um lenço cerimonial, como fizeram os demais, inclusive o Representante Britânico. Mas os chineses são ouvidos pelo mundo e podem mais tarde consultar os seus registos de imprensa e apresentar um relato de acontecimentos históricos que é totalmente falso. O Tibete não tem jornais, nem em inglês nem em tibetano, e portanto não tem meios de expor essas falsidades.
A autora tibetana Nyima Gyaincain escreveu que, com base na tradição tibetana, não existia presidir um evento e afirma que a palavra chinesa Han "主持" (presidir ou organizar) foi usado em muitos lugares em documentos de comunicação. O significado da palavra era diferente do que entendemos hoje. Ele acrescentou que Wu Zhongxin gastou muito tempo e energia no evento, seu efeito de presidir ou organizar o evento foi muito óbvio. 
Em 1942, o governo dos EUA disse ao governo de Chiang Kai-shek que nunca tinha contestado as reivindicações chinesas sobre o Tibete.  Em 1944, o Departamento de Guerra dos EUA produziu uma série de sete documentários sobre Why We Fight; na sexta série, The Battle of China, o Tibete é incorretamente chamado de província da China. (O nome oficial é Área do Tibete e não é uma província.)  Em 1944, durante a Segunda Guerra Mundial, dois montanhistas austríacos, Heinrich Harrer e Peter Aufschnaiter, vieram para Lhasa, onde Harrer se tornou tutor e amigo dos jovens. Dalai Lama, dando-lhe um conhecimento sólido da cultura ocidental e da sociedade moderna, até que Harrer decidiu partir em 1949.
O Tibete criou um Ministério dos Negócios Estrangeiros em 1942 e, em 1946, enviou missões de felicitações à China e à Índia (relacionadas com o fim da Segunda Guerra Mundial). A missão na China recebeu uma carta dirigida ao presidente chinês, Chiang Kai-shek, que afirma: "Continuaremos a manter a independência do Tibete como uma nação governada pelos sucessivos Dalai Lamas através de um autêntico governo político-religioso." A missão concordou em participar como observadora numa assembleia constitucional chinesa em Nanjing. 

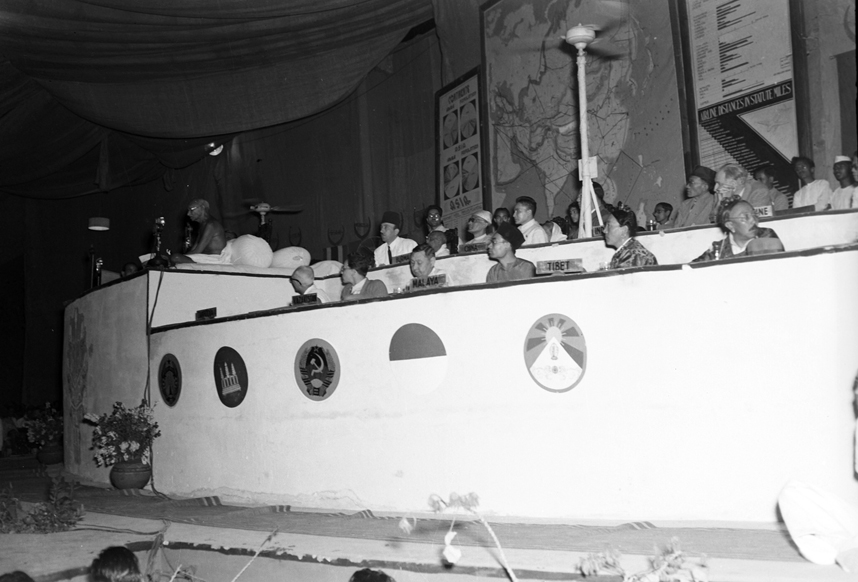
Emblema do Tibete mostrado na Conferência de Relações Asiáticas de 1947, Delhi

Sob as ordens do governo do Kuomintang de Chiang Kai-shek, Ma Bufang reparou o aeroporto de Yushu em 1942 para impedir a independência do Tibete. Chiang também ordenou que Ma Bufang colocasse seus soldados muçulmanos em alerta para uma invasão do Tibete em 1942.  Ma Bufang obedeceu e transferiu vários milhares de soldados para a fronteira com o Tibete.  Chiang também ameaçou os tibetanos com bombardeios caso não obedecessem.
Em 1947, o Tibete enviou uma delegação à Conferência de Relações Asiáticas em Nova Deli, Índia, onde se representou como uma nação independente, e a Índia o reconheceu como uma nação independente de 1947 a 1954.  Esta pode ter sido a primeira aparição da bandeira nacional tibetana numa reunião pública. 

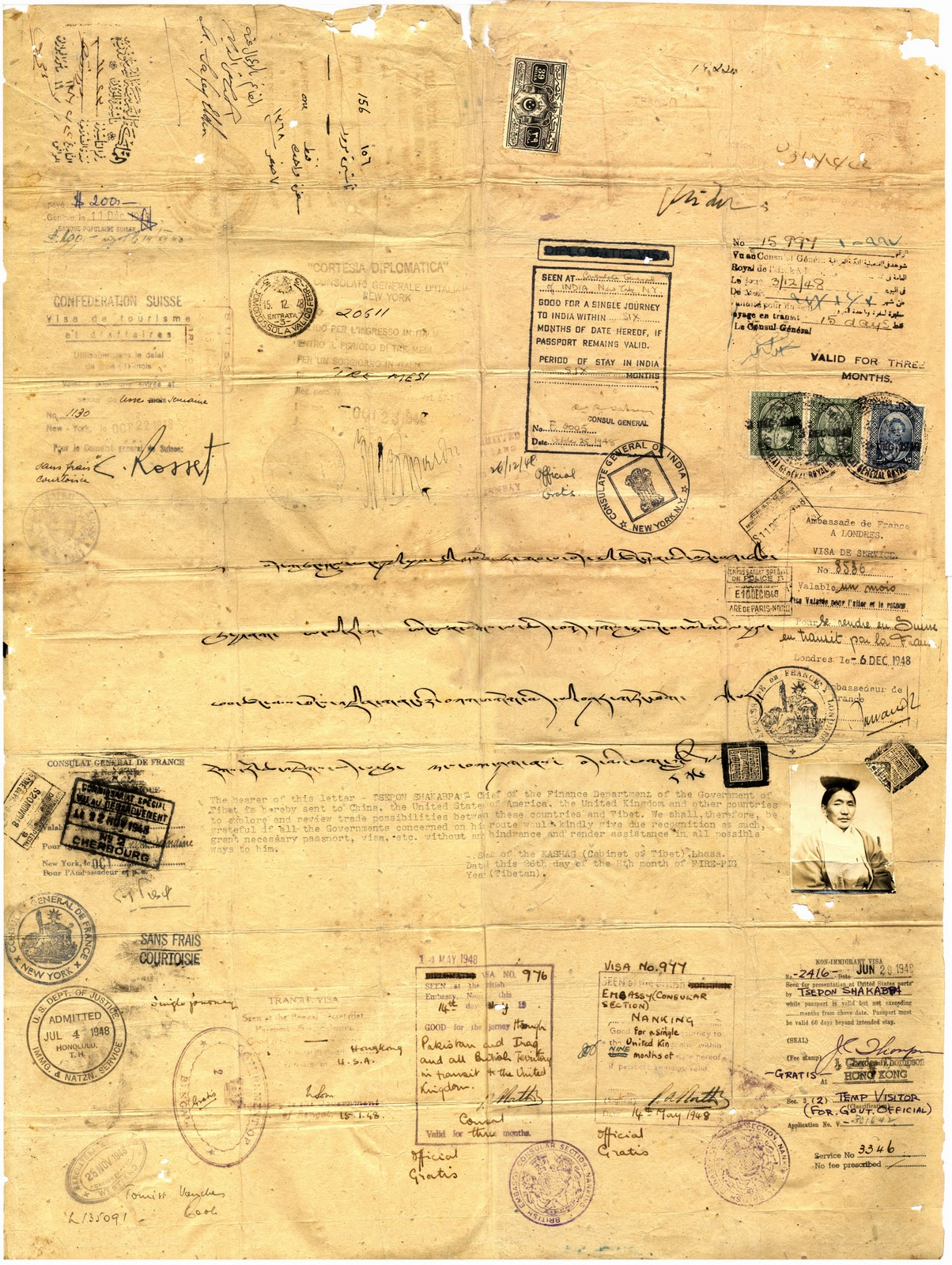
Passaporte tibetano para Shakabpa, com vistos de vários países.

André Migot, um médico francês que viajou durante muitos meses pelo Tibete em 1947, descreveu os complexos acordos fronteiriços entre o Tibete e a China e como eles se desenvolveram: 
Para compensar os danos causados aos seus interesses pelo tratado [de 1906] entre a Inglaterra e o Tibete, os chineses começaram a alargar para oeste a esfera do seu controlo directo e começaram a colonizar o país em torno de Batang. Os tibetanos reagiram vigorosamente. O governador chinês foi morto a caminho de Chamdo e seu exército foi posto em fuga após uma ação perto de Batang; vários missionários também foram assassinados, e a sorte chinesa estava em declínio quando um comissário especial chamado Chao Yu-fong apareceu em cena.
Agindo com uma selvageria que lhe valeu o apelido de "O Açougueiro dos Monges", ele atacou Batang, saqueou o lamastério, avançou para Chamdo e, em uma série de campanhas vitoriosas que levaram seu exército aos portões de Lhasa, re-estabeleceu a ordem e reafirmou o domínio chinês sobre o Tibete. Em 1909, ele recomendou que Sikang fosse constituída uma província separada compreendendo trinta e seis subprefeituras, com Batang como capital. Este projecto só foi executado mais tarde, e depois de forma modificada, pois a Revolução Chinesa de 1911 pôs fim à carreira de Chao e ele foi pouco depois assassinado pelos seus compatriotas.
Os conturbados primeiros anos da República Chinesa testemunharam a rebelião da maioria dos chefes tributários, uma série de batalhas campais entre chineses e tibetanos e muitos acontecimentos estranhos nos quais a tragédia, a comédia e (é claro) a religião tiveram um papel a desempenhar. . Em 1914, a Grã-Bretanha, a China e o Tibete reuniram-se à mesa de conferência para tentar restaurar a paz, mas este conclave desfez-se depois de não ter conseguido chegar a acordo sobre a questão fundamental da fronteira sino-tibetana. Isto, desde cerca de 1918, foi reconhecido para fins práticos como seguindo o curso do Alto Yangtze. Nestes anos, os chineses tinham muitas outras preocupações para se preocuparem com a reconquista do Tibete. No entanto, as coisas gradualmente se acalmaram e, em 1927, a província de Sikang foi criada, mas consistia em apenas vinte e sete subprefeituras, em vez das trinta e seis visualizadas pelo homem que concebeu a ideia. A China perdeu, no decurso de uma década, todo o território que o Carniceiro invadiu.
Desde então, Sikang tem estado relativamente pacífico, mas esta breve sinopse da história da província torna fácil compreender quão precário este estado de coisas poderá ser. O controle chinês era pouco mais que nominal; Muitas vezes eu teria experiência em primeira mão de sua ineficácia. Para governar um território deste tipo, não basta estacionar, em aldeias isoladas, separadas umas das outras por muitos dias de viagem, alguns funcionários inexpressivos e um punhado de soldados maltrapilhos. Os tibetanos desconsideraram completamente a administração chinesa e obedeceram apenas aos seus próprios chefes. Um facto muito simples ilustra o verdadeiro estatuto dos governantes chineses de Sikang: ninguém na província aceitava a moeda chinesa e os funcionários, incapazes de comprar qualquer coisa com o seu dinheiro, foram forçados a subsistir através de um processo de escambo.
Uma vez fora do Portão Norte [de Dardo ou Kangting], você se despede da civilização chinesa e de suas comodidades e começa a levar um tipo de vida completamente diferente. Embora no papel os vastos territórios ao norte da cidade façam parte das províncias chinesas de Sikang e Tsinghai, a verdadeira fronteira entre a China e o Tibete passa por Kangting, ou talvez apenas fora dela. A linha empírica que os cartógrafos chineses, mais preocupados com o prestígio do que com a precisão, traçam nos seus mapas não tem qualquer relação com a precisão.
 – André Migot, Tibetan Marches
Em 1947-1949, Lhasa enviou uma missão comercial liderada pelo Ministro das Finanças, Tsepon W.D. Shakabpa, à Índia, China, Hong Kong, EUA e Reino Unido. Os países visitados tiveram o cuidado de não expressar apoio à afirmação de que o Tibete era independente da China e não discutiram questões políticas com a missão.  Estes funcionários da Missão Comercial entraram na China através de Hong Kong com os seus passaportes tibetanos recentemente emitidos, que solicitaram no Consulado Chinês na Índia e permaneceram na China durante três meses. Outros países permitiram, no entanto, que a missão viajasse utilizando passaportes emitidos pelo governo tibetano. Os EUA receberam extraoficialmente a Missão Comercial. A missão reuniu-se com o primeiro-ministro britânico Clement Attlee em Londres em 1948. 

### Anexação pela República Popular da China
No ano de 1949, vendo que os comunistas estavam a ganhar o controlo da China, o governo Kashag expulsou todos os funcionários chineses do Tibete, apesar dos protestos tanto do Kuomintang como dos comunistas.  Em 1 de outubro de 1949, o 10º Panchen Lama escreveu um telégrafo para Pequim, expressando as suas felicitações pela libertação do noroeste da China e pelo estabelecimento da República Popular da China, e o seu entusiasmo por ver a inevitável libertação do Tibete.  O governo comunista chinês, liderado pelo presidente Mao Tsé-Tung, que chegou ao poder em Outubro, perdeu pouco tempo em afirmar uma nova presença chinesa no Tibete. Em Junho de 1950, o governo britânico declarou na Câmara dos Comuns que o Governo de Sua Majestade "sempre esteve preparado para reconhecer a suserania chinesa sobre o Tibete, mas apenas no entendimento de que o Tibete é considerado autónomo".  Em outubro de 1950, o Exército de Libertação Popular entrou na área tibetana de Chamdo, derrotando a resistência esporádica do Exército Tibetano. Em 1951, representantes das autoridades tibetanas, chefiados por Ngapoi Ngawang Jigme, com a autorização do Dalai Lama,  participaram em negociações em Pequim com o governo chinês. Resultou no Acordo de Dezessete Pontos que afirmou a soberania da China sobre o Tibete. O acordo foi ratificado em Lhasa alguns meses depois.  A China descreveu todo o processo como a “libertação pacífica do Tibete”. 

## Política

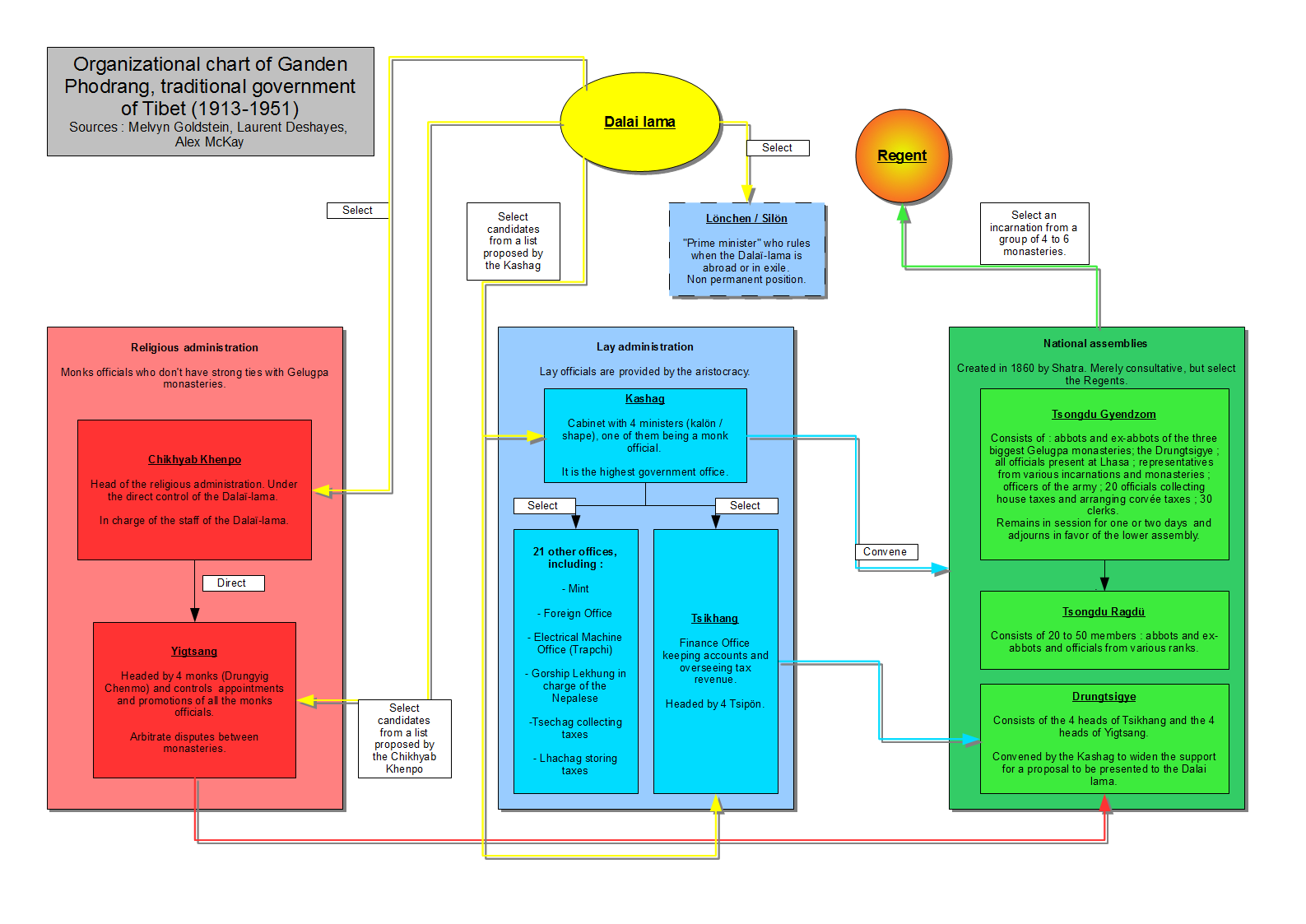
Organograma de Ganden Phodrang

### Governo
Ganden Phodrang foi o sistema tibetano de governo estabelecido pelo 5º Dalai Lama em 1642, depois que o senhor Oirate Güshi Cã, que fundou o Canato de Khoshut, conferiu todo o poder temporal ao 5º Dalai Lama em uma cerimônia em Shigatse no mesmo ano. Lhasa tornou-se novamente a capital do Tibete, e o Ganden Phodrang funcionou até a década de 1950. O Ganden Phodrang aceitou os imperadores Qing da China como senhores após a expedição de 1720, e os Qing tornaram-se cada vez mais ativos no governo do Tibete a partir do início do século XVIII. Após a queda do império Qing em 1912, o governo Ganden Phodrang durou até a década de 1950, quando o Tibete foi anexado pela República Popular da China. Durante a maior parte do tempo, desde o início do período Qing até o final do governo de Ganden Phodrang, um conselho governante conhecido como Kashag (estabelecido pelos Qing em 1721) funcionou como a autoridade máxima na administração de Ganden Phodrang. A estrutura estatal Kashag permaneceu em vigor por alguns anos, mas foi formalmente dissolvida em 1959, após a revolta tibetana de 1959. A Região Autônoma do Tibete foi criada pela China em 1965 a partir de uma parte da área etnocultural tibetana. A Administração Central Tibetana foi estabelecida pelo 14º Dalai Lama e com sede em McLeod Ganj, Índia, desde 1959. 

### Divisões administrativas
O Tibete foi dividido em oito chikyaps (Wylie: spyi khyab), que foram subdivididos em Dzong s (Wylie: rdzong) e shikas (Wylie: gzhis ka):
- Lhasa Chikyap também conhecido como Xoi Chikyap ou Xoi Lhakhang, administrou 29 dzongs. assento: Lhasa.
- Changgyu Chikyap, sede: Nagqu.
- Lhoka Chikyap, sede: Tsetang.
- Dakong Chikyap, sede: Rtse-la.
- Ngari Chikyap também conhecido como Ngari Garpön, sede: Gar.
- Chomo Chikyap, sede: Chomo.
- Shigatse Chikyap, sede: Shigatse.
- Domed Chikyap, também conhecido como Kham Chikyap, sede: Chamdo.

### Militares

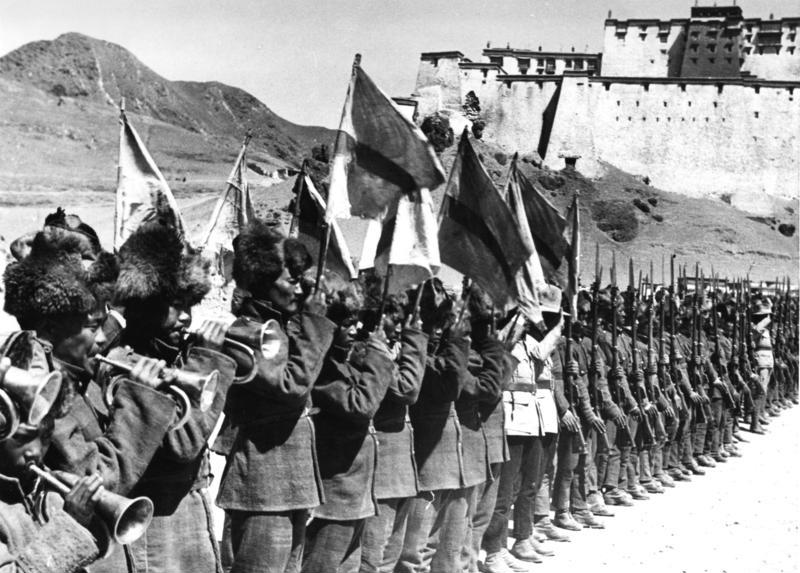
O exército tibetano em desfile em 1938

Depois que o 13º Dalai Lama assumiu o controle total sobre o Tibete na década de 1910, ele começou a construir o Exército Tibetano com o apoio do Reino Unido, que forneceu conselheiros e armas. Este exército deveria ser grande e moderno o suficiente não apenas para defender o Tibete, mas também para conquistar regiões vizinhas como Kham, que eram habitadas por povos tibetanos. O Exército Tibetano foi constantemente expandido durante o reinado do 13º Dalai Lama,  e tinha cerca de 10.000 soldados em 1936. Eram soldados de infantaria adequadamente armados e treinados para a época, embora o exército carecesse quase completamente de metralhadoras, artilharia, aviões e tanques.  Além do exército regular, o Tibete também utilizou um grande número de milícias de aldeias mal armadas.  Considerando que era geralmente superado em armas pelos seus oponentes, o Exército Tibetano teve um desempenho relativamente bom contra vários senhores da guerra chineses nas décadas de 1920 e 1930.  No geral, os soldados tibetanos provaram ser "combatentes destemidos e durões" durante a Era dos Senhores da Guerra. 
Apesar disso, o Exército Tibetano foi totalmente inadequado para resistir ao Exército de Libertação Popular (ELP) durante a invasão chinesa de 1950. Consequentemente, desintegrou-se e rendeu-se sem muita resistência. 

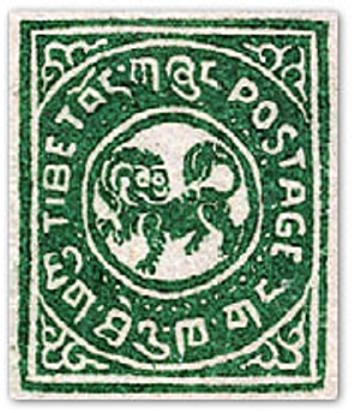
Primeira edição de selos do Tibete, 1912

### Serviço postal
O Tibete criou o seu próprio serviço postal em 1912. Imprimiu seus primeiros selos postais em Lhasa e os emitiu em 1912. Emitiu selos telegráficos em 1950.

### Relações Exteriores

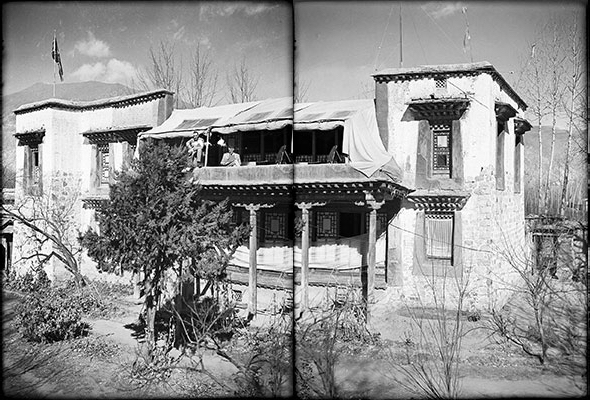
Residência da Missão Britânica em Lhasa

A divisão da China em camarilhas militares manteve a China dividida e o 13º Dalai Lama governou. Mas o seu reinado foi marcado por conflitos fronteiriços com senhores da guerra chineses e muçulmanos han, que os tibetanos perderam na maior parte do tempo. Naquela época, o governo do Tibete controlava toda Ü-Tsang (Dbus-gtsang) e Kham (Khams) ocidental , aproximadamente coincidente com as fronteiras da Região Autônoma do Tibete hoje. O Kham Oriental, separado pelo rio Yangtzé, estava sob o controle do senhor da guerra chinês Liu Wenhui. A situação em Amdo (Qinghai) era mais complicada, com a área de Xining controlada depois de 1928 pelo senhor da guerra Hui Ma Bufang da família de senhores da guerra muçulmanos conhecida como camarilha Ma, que constantemente se esforçava para exercer controle sobre o resto de Amdo (Qinghai). . Southern Kham, junto com outras partes de Yunnan, pertenceu à camarilha de Yunnan de 1915 a 1927, depois ao governador e senhor da guerra Long (Lung) Yun até perto do fim da Guerra Civil Chinesa, quando Du Yuming o removeu sob as ordens de Chiang Kai-shek. Dentro do território sob controle chinês, a guerra estava sendo travada contra os rebeldes tibetanos em Qinghai durante a Pacificação de Qinghai pelo Kuomintang.  
Em 1918, Lhasa recuperou o controle de Chamdo e do oeste de Kham. Uma trégua estabeleceu a fronteira no rio Yangtzé. Neste momento, o governo do Tibete controlava toda Ü-Tsang e Kham a oeste do rio Yangtzé, aproximadamente as mesmas fronteiras que a Região Autônoma do Tibete tem hoje. O Kham Oriental era governado por príncipes tibetanos locais de diversas lealdades. Qinghai era controlada pelo senhor da guerra da etnia Hui e pró- Kuomintang, Ma Bufang. Em 1932, o Tibete invadiu Qinghai, tentando capturar partes do sul da província de Qinghai, após a disputa em Yushu, Qinghai, por causa de um mosteiro em 1932. O exército Qinghai de Ma Bufang derrotou os exércitos tibetanos. 
Durante as décadas de 1920 e 1930, a China foi dividida pela guerra civil e ocupada com a guerra antijaponesa, mas nunca renunciou à sua reivindicação de soberania sobre o Tibete, e fez tentativas ocasionais de afirmá-la.

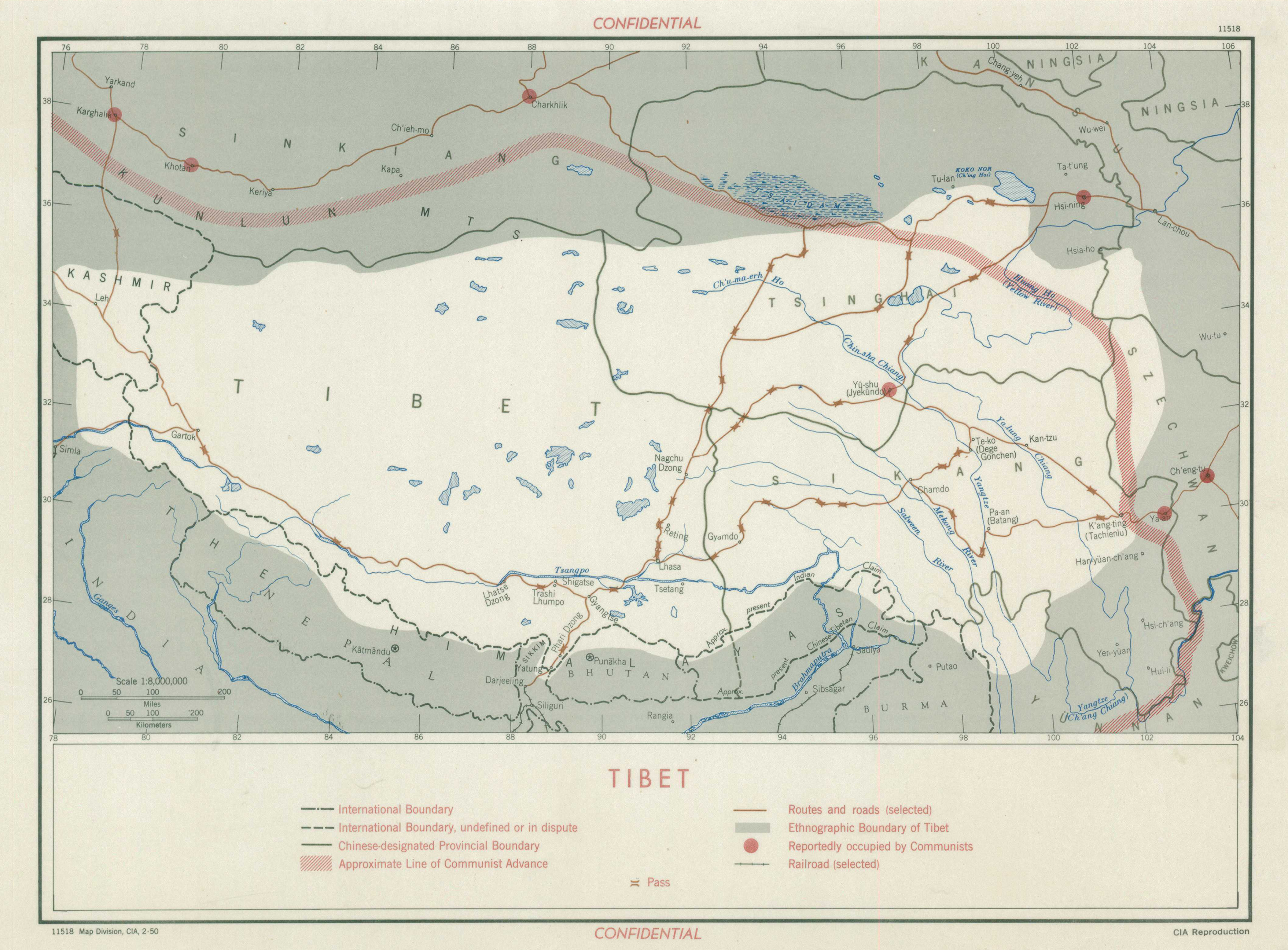
Extensão territorial do Tibete e linha aproximada do avanço comunista em fevereiro de 1950

Em 1932, os exércitos muçulmano Qinghai e Han-Chinês Sichuan do Exército Nacional Revolucionário liderados por Ma Bufang e Liu Wenhui derrotaram o Exército Tibetano na Guerra Sino-Tibetana, quando o 13º Dalai Lama tentou tomar território em Qinghai e Xikang. Eles alertaram os tibetanos para não ousarem cruzar o rio Jinsha novamente.  Uma trégua foi assinada, encerrando os combates.   O Dalai Lama telegrafou aos britânicos na Índia pedindo ajuda quando seus exércitos foram derrotados e começou a rebaixar seus generais que se renderam. 
Em 1936, depois que Sheng Shicai expulsou 30.000 cazaques de Xinjiang para Qinghai, Hui, liderado pelo general Ma Bufang, massacrou seus companheiros muçulmanos cazaques, até que restassem 135 deles.   
Do norte de Xinjiang, mais de 7.000 cazaques fugiram para a região do planalto tibetano-Qinghai via Gansu e estavam causando estragos massivos, então Ma Bufang resolveu o problema relegando os cazaques para pastagens designadas em Qinghai, mas Hui, tibetanos e cazaques na região continuaram a colidir entre si. 
No norte do Tibete, os cazaques entraram em confronto com soldados tibetanos e depois os cazaques foram enviados para Ladakh. 
As tropas tibetanas roubaram e mataram cazaques a 640 quilómetros a leste de Lhasa, em Chamdo, quando os cazaques entravam no Tibete.  
Em 1934, 1935, 1936–1938 de Qumil Eliqsan levou os Kerey Cazaques a migrar para Gansu e a quantia foi estimada em 18.000, e eles entraram em Gansu e Qinghai. 
O agente anticomunista americano da CIA Douglas Mackiernan foi morto pelas tropas tibetanas em 29 de abril de 1950. 

## Economia

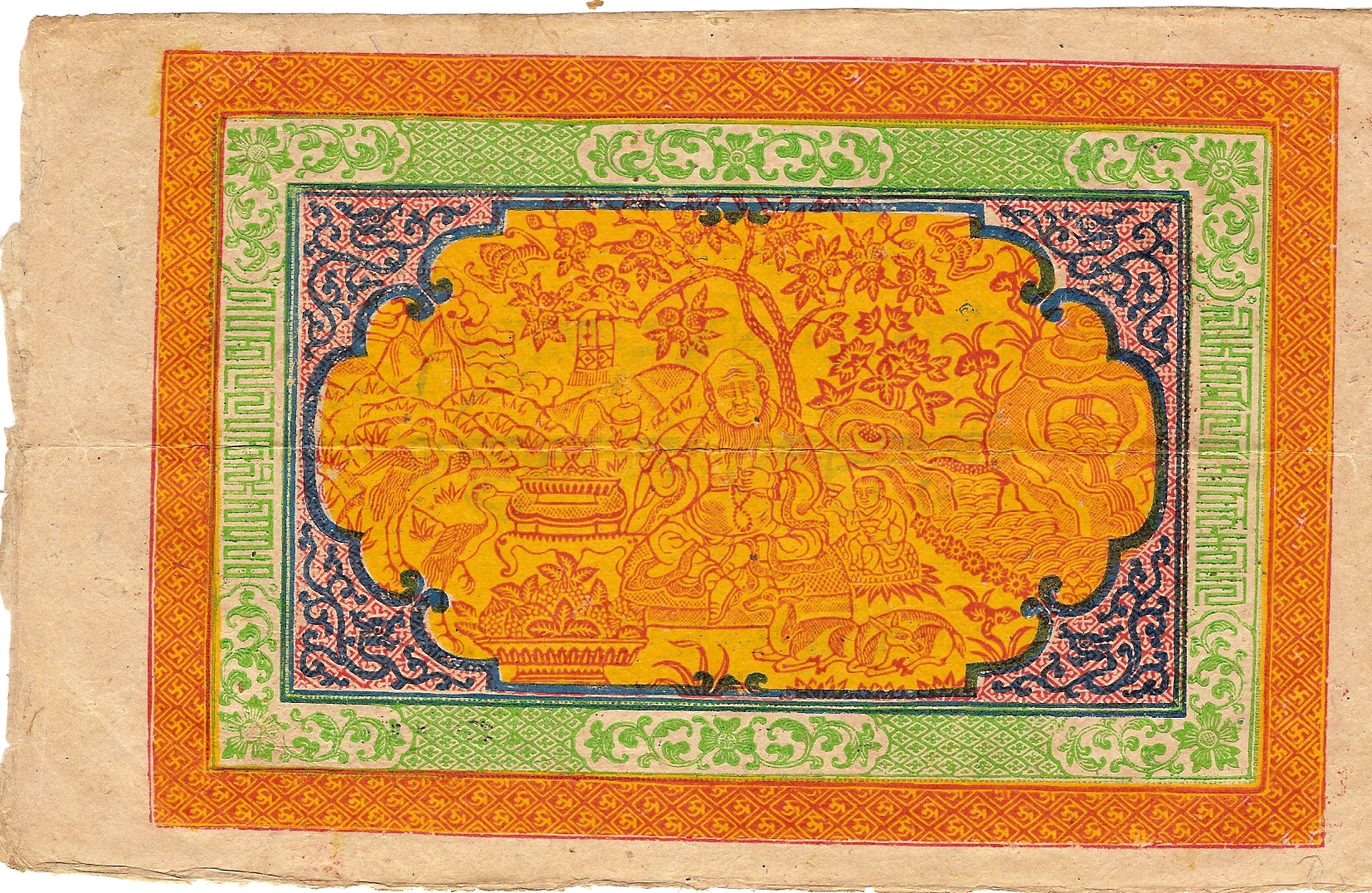
Tibetano 100 tam Srang (costas)

Embora o Tibete seja rico em recursos minerais, a sua economia permaneceu subdesenvolvida. Pesquisas nos distritos de Kailas e Mapam, no oeste do Tibete, realizadas nas décadas de 1930 e 1940, descobriram extensas jazidas de ouro e grandes depósitos de bórax, bem como reservas de rádio, ferro, titânio, chumbo e arsênico. 

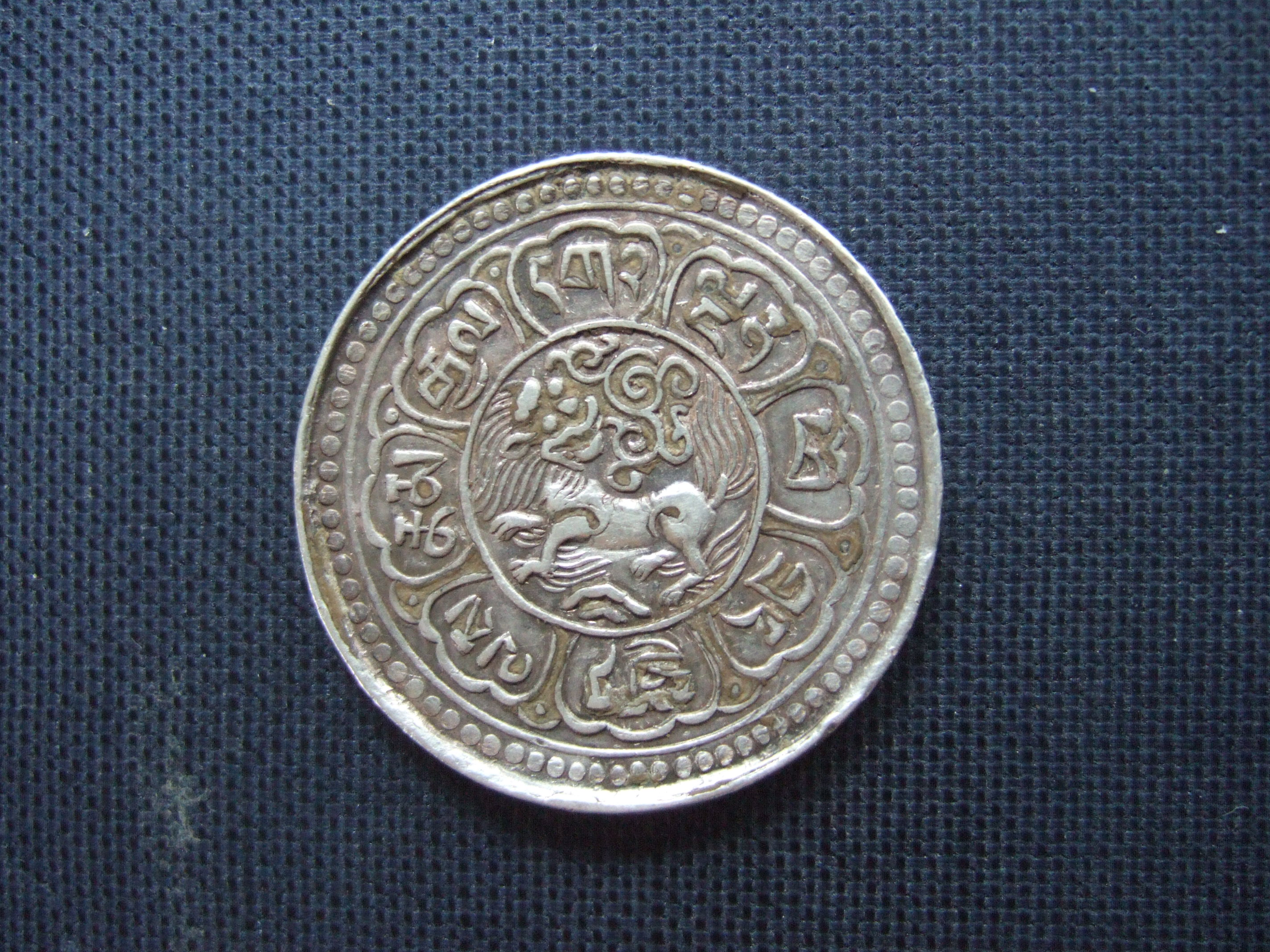
Moeda de prata tibetana de 1 Srang, emitida em 1919

### Agricultura
As culturas básicas eram a cevada (nomeadamente uma variedade desenvolvida para cultivo em altitude), trigo, milho (milho) e leguminosas (leguminosas); outras culturas importantes incluem milho, trigo sarraceno, rgya-bra (um grão semelhante ao trigo sarraceno), feijão, cânhamo e mostarda. A manteiga do iaque ou do mdzo-mo (um cruzamento de iaque e vaca) é o principal produto lácteo. A maioria dos agricultores criava animais domésticos, como iaques, cavalos, mulas, burros e cabras, e a carne era obtida de vacas, ovelhas, porcos e galinhas. 
Os moradores das florestas obtinham sua principal renda da produção de produtos de madeira como tábuas, vigas, blocos de impressão e utensílios de cozinha. 

### Manufatura
Havia pequenos centros de artesanato de propriedade individual ou coletiva e que produziam pinturas em rolos, imagens de metal, gravuras em blocos de madeira e imagens religiosas. Para estes ofícios, os lag-shes-pa, ou artesãos, tinham que ser bem versados em literatura e matemática. Havia também tecelões de tapetes, curtidores, oleiros, ourives e ourives, carpinteiros, alfaiates e fabricantes de incensos – todos os quais aprenderam seu ofício por meio de aprendizado. Como o governo recompensou artistas e artesãos notáveis com títulos oficiais, propriedades e dinheiro, as artes e ofícios do Tibete foram bem preservados. 

### Moeda
O governo tibetano emitiu notas e moedas. 

## Sociedade e cultura
A sociedade tibetana tradicional consistia numa estrutura de classes feudal, que foi uma das razões pelas quais o Partido Comunista Chinês afirma que tinha de libertar o Tibete e reformar o seu governo. 

O professor de estudos budistas e tibetanos, Donald S. Lopez, afirmou que na época:
O Tibete tradicional, como qualquer sociedade complexa, tinha grandes desigualdades, com o poder monopolizado por uma elite composta por uma pequena aristocracia, pelos hierarcas de várias seitas... e pelos grandes mosteiros Geluk.
Esses grupos institucionais mantiveram grande poder até 1959. 
O 13.º Dalai Lama reformou o sistema de servidão preexistente na primeira década do século XX e, em 1950, a própria escravatura provavelmente deixou de existir no Tibete central, embora talvez tenha persistido em certas áreas fronteiriças.  A escravidão existia, por exemplo, em lugares como o Vale do Chumbi, e os mendigos (ragyabas) eram endêmicos. O sistema social pré-chinês, no entanto, era bastante complexo. 
As propriedades (shiga), aproximadamente semelhantes ao sistema senhorial inglês, eram concedidas pelo Estado e eram hereditárias, embora revogáveis. Como propriedades agrícolas, consistiam em dois tipos: terras detidas pela nobreza ou instituições monásticas (terras de propriedade) e terras de aldeia (cortiços ou terras de vilões) detidas pelo governo central, embora governadas por administradores distritais. As terras da propriedade consistiam, em média, de metade a três quartos de uma propriedade. As terras de Villein pertenciam às propriedades, mas os arrendatários normalmente exerciam direitos de usufruto hereditário em troca do cumprimento de suas obrigações de corveia. Os tibetanos fora da nobreza e do sistema monástico eram classificados como servos, mas existiam dois tipos e eram funcionalmente comparáveis aos arrendatários. Os servos agrícolas, ou "fumaça pequena" (düchung), eram obrigados a trabalhar nas propriedades como obrigação da corvéia (ula), mas tinham título de seus próprios terrenos, possuíam bens privados e eram livres para circular fora dos períodos exigidos para seu tributo. trabalhistas e estavam livres de obrigações tributárias. Eles podiam acumular riqueza e, ocasionalmente, tornavam-se eles próprios credores das propriedades, e podiam processar os proprietários: os servos das aldeias (tralpa) eram vinculados às suas aldeias, mas apenas para fins fiscais e de corvéia, como taxas de transporte rodoviário (ula), e eram apenas obrigado a pagar impostos. Metade dos servos da aldeia eram servos arrendados (mi-bog), o que significa que tinham comprado a sua liberdade. Os proprietários de propriedades exerciam amplos direitos sobre os servos vinculados, e a fuga ou a vida monástica eram a única forma de alívio. No entanto, não existia nenhum mecanismo para devolver os servos fugitivos às suas propriedades, e não existiam meios para impor a servidão, embora o senhor da propriedade tivesse o direito de persegui-los e devolvê-los à força à terra. 
Qualquer servo que se ausentasse de sua propriedade por três anos recebia automaticamente o status de plebeu (chi mi) ou era reclassificado como servo do governo central. Os senhores imobiliários podiam transferir os seus súbditos para outros senhores ou camponeses ricos para trabalharem, embora esta prática fosse incomum no Tibete. Embora estruturalmente rígido, o sistema exibia uma flexibilidade considerável ao nível do solo, com os camponeses livres de restrições do senhor do feudo, uma vez cumpridos as suas obrigações de corvéia. Historicamente, o descontentamento ou o abuso do sistema, segundo Warren W. Smith, parecem ter sido raros.   O Tibete estava longe de ser uma meritocracia, mas os Dalai Lamas foram recrutados entre os filhos de famílias camponesas, e os filhos dos nómadas podiam ascender para dominar o sistema monástico e tornar-se estudiosos e abades.  